# Free Cocaine
Free Cocaine è una raccolta della punk rock band Dwarves. È stata pubblicata nel 1999, ed include altri loro album, come Toolin' for a Warm Teabag, l'EP Lucifer's Crank, e molti altri brani. Otto tracce dell'album sono bonus track. L'album include molti dei primi pezzi della band che presentano parecchi difetti nel sonoro.

## Tracce
1. Free Cocaine - 1:07
2. Dead Brides in White - 1:42
3. Let's Get Pregnant - 0:47
4. Fucking Life - 1:09
5. Eat You to Survive - 0:55
6. She's Dead - 1:05
7. I'm in a Head - 1:15
8. Nobody Likes Me - 0:41
9. Hurricane Fighter Plane - 2:10
10. Lesbian Nun - 1:08
11. I Wanna Kill Your Boyfriend - 1:25
12. Sit on My Face - 1:06
13. That's Rock n Roll - 2:35
14. I'm a Man - 3:12
15. Strange Movies - 2:27
16. Eat You to Survive - 0:49
17. It's Your Party (Die If You Want To) - 1:06
18. Fucking Life - 1:05
19. Free Cocaine - 0:56
20. Dead Brides in White - 1:42
21. Let's Get Pregnant - 0:50
22. I'm in a Head - 1:03
23. [senza titolo] - 0:34
24. Motherfucker - 1:17
25. She's Dead - 0:49
26. Fuckhead - 0:37
27. Fuck So Good - 1:04
28. Real Creepy - 0:50
29. Hate Street - 0:40
30. Crawl - 1:23
31. I'm Not Talking - 1:44
32. Zap Gun - 1:49
33. Don't Feel Alright - 1:59
34. The Creep - 1:46
35. Andy's Poem - 0:11
36. Fucking Life - 1:16
37. Sit on My Face - 1:16
38. I Wanna Kill Your Boyfriend [versione alternativa] - 2:55
39. Fuckhead - 0:46

## Formazione[2]
- Blag Dahlia - voce
- He Who Cannot Be Named - chitarra
- Vadge Moore
- Salt Peter
- Sigh Moan